# آبچلیک پلی‌نزی
آبچلیک پلی‌نزی (نام علمی: Prosobonia) نام یک سرده از تیره آبچلیک است.